# لورا باش
لورا باش (بالدنماركية: Laura Bach)‏ هي ممثلة دانمركية، ولدت في 25 أبريل 1979.

## وصلات خارجية
- لورا باش على موقع IMDb (الإنجليزية)
- لورا باش على موقع ألو سيني (الفرنسية)
- لورا باش على موقع أول موفي (الإنجليزية)
- لورا باش على موقع قاعدة بيانات الفيلم (الإنجليزية)
- لورا باش على موقع كينوبويسك (الروسية)
- لورا باش على موقع كينوبويسك (الروسية)